# Возвращение пираньи
«Возвращение пираньи» — роман известного красноярского писателя Александра Бушкова, является четвёртой по написанию книгой из серии про жизнь и приключении Кирилла Степановича Мазура. 
Произведение входит в Шантарский цикл.

## О книге
«Возвращение пираньи» вышло в 1998 году, одновременно с «Волчьей стаей». Критиками отмечено, что использованного материала хватило бы разве что на рассказ, отчего в виде романа «Возвращение пираньи» несколько потеряло свою художественную ценность. Тем не менее, в романе содержится и самоирония, и даже элементы социальной критики, что позволяет отнести его к хорошей, хотя и коммерческой, литературе.

## Сюжет
Действие начинается через несколько дней после завершения приключений, описанных в романе «Крючок для пираньи». Выясняется, что в последнем бою на теплоходе Мазур получил лишь лёгкое ранение, так что служба продолжается. Генерал Глаголев отправляет каперанга Мазура и подполковника Кацубу, вместе с прикомандированным к ним сотрудником КГБ мулатом Франсуа в республику Санта-Кроче. Согласно вводной, в одно из озёр, расположенных в глухих приграничных джунглях, некоторое время назад упал самолёт. Все находившиеся на борту погибли. У одного из пассажиров к руке был пристёгнут металлический «дипломат» с документами, необходимыми российской разведке. Мазур и Кацуба получают подлинные российские дипломатические паспорта и должны под видом российских дипломатов, отправившихся в джунгли для исторических изысканий, добраться до озера, найти самолёт и изъять «дипломат». Франсуа обеспечивает их работу. Ситуация усложняется тем, что за «дипломатом» охотятся и американские спецслужбы.
По прибытии на место начинаются осложнения — группе в качестве «сопровождающей» навязывают Ольгу Карреас, сотрудницу министерства природных ресурсов. Очевидно, она должна доложить о занятиях российских дипломатов своему начальству, которое подозревает, что «дипломаты» отправляются совсем не за историческими реликвиями, а для разведки местности перед предполагающимся строительством крупных гидросооружений, за участие в котором борются несколько крупных фирм. Происходит почти мистическое совпадение — Ольга как две капли воды похожа на недавно погибшую жену Мазура. Но всё быстро разъясняется — по случайно увиденной фотографии Мазур понимает, что деды обеих женщин были родными братьями, но один после революции эмигрировал, сменив русскую фамилию Кареев на «Карреас», а другой остался служить в советском военном флоте, счастливо избежав репрессий. Естественно, Мазур не может остаться равнодушным к Ольге, а она отвечает на его чувства. Переживаемые по ходу путешествия опасные приключения показывают, что Ольга — отнюдь не простая «офисная барышня». Она отлично подготовлена и в острых ситуациях ведёт себя как профессиональный боец.
В одном из промежуточных пунктов путешествия перед спецназовцами ставится «побочная задача» — освободить некую молодую особу, по недомыслию оказавшуюся пленницей местных нуворишей-мафиози. Операция проходит хоть и с накладками, но в целом удачно. Девушка спасена и передана Франсуа, который объявляет Кацубе и Мазуру, … что на этом их миссия завершена! Оказывается, именно для спасения девушки, оказавшейся дочкой одного из российских олигархов, была задумана и осуществлена сложнейшая многоходовая операция дезинформации, благодаря чему удалось скрыть ото всех подлинные интересы группы. Мазур и Кацуба отвечают Франсуа, что операцию по добыче чемоданчика может отменить только их начальство или погибший при освобождении девушки дон Херонимо, а Франсуа они не имеют права верить (хотя и допускают, что он говорит правду). Франсуа вынужден бежать, а спецназовцы продолжают маршрут. Но в конце их ждёт жестокое разочарование: Франсуа сказал чистую правду, никаких секретов в дальнем озере нет, хотя очень старый упавший самолёт и чемоданчик в нём действительно находятся, но в чемоданчике — совершенно ненужные разведке опалы. Второе разочарование касается только Мазура и заключается в том, что Ольга оказывается офицером «эскадрона смерти» Санта-Кроче. Она действительно любит Мазура и просит остаться с ней. Он может просто уйти в отставку в России и перебраться в Санта-Кроче жить, а если не желает быть иждивенцем при знатной жене — его готовы в любой момент принять на службу в местную армию, где он наверняка достигнет высших из возможных высот. Но воспитанный в советские времена «морской дьявол» не умеет предавать свою Родину. Влюблённым приходится расстаться навсегда. Мазур возвращается в Россию, где получает за успешно проведённую операцию очередную награду и досрочно — очередное воинское звание контр-адмирала.

## Персонажи
- Кирилл Мазур — капитан 1-го ранга ВМФ России, боевой пловец, участвовавший в операциях советских спецподразделений во многих странах. Сорок шесть лет. Прозвища - Ящер, Пиранья.
- Ольга Карреас — сотрудница местных спецслужб и любовница Мазура, потомок белоэмигрантов и дальняя родственница погибшей жены каперанга (см. роман Охота на пиранью — первом романе цикла), на которую она очень похожа.
- Михаил Кацуба — подполковник ГРУ Генштаба. Сорок пять лет, носит усы из-за чего подполковника часто сравнивают с котом.
- Франсуа Помазов — бывший сотрудник КГБ. Внебрачный сын африканского князя и советской девушки. Около сорока лет.
- Николай Глаголев — генерал-майор ГРУ Генштаба России, около пятидесяти лет. Начальник подразделения, в котором служит Михаил Кацуба и к которому прикомандирован Кирилл Мазур.
- Эчеверрия - капитан тигрерос (антипартизанский спецназ)
- Донья Эстебания — богатая латифундистка в Санта-Кроче. С ней и её секретарём Хесусом Кирилл Мазур и Михаил Кацуба впервые встретились в романе Крючок для пираньи — предыдущем романе цикла. 
  - Хесус — секретарь доньи Эстебании.

## Интересные факты
- Вымышленная в романе республика Санта-Кроче была списана с Парагвая.
- В джунглях главные герои видят гигантскую анаконду.
- В романе несколько раз упоминается латиноамериканское музыкальное произведение, называющееся «Малагуэна» (имеется в виду популярная мексиканская народная песня «Malagueña Salerosa»)